# Thecophora longicornis
Thecophora longicornis är en tvåvingeart som först beskrevs av Thomas Say 1823.  Thecophora longicornis ingår i släktet Thecophora och familjen stekelflugor. Inga underarter finns listade i Catalogue of Life.